# Mistrzostwa Świata w Kolarstwie Torowym 1972
69. Mistrzostwa Świata w Kolarstwie Torowym 1972 odbyły się we francuskiej Marsylii. W tym samym roku odbyły się także igrzyska olimpijskie w Monachium, więc w programie mistrzostw znalazły się tylko konkurencje nieolimpijskie: sprint i wyścig na dochodzenie dla kobiet, a dla mężczyzn wyścig ze startu zatrzymanego (zawodowców i amatorów) oraz sprint i wyścig na dochodzenie zawodowców.

## Medaliści

### Kobiety
| Konkurencja                        | Złoto              | Srebro                 | Brąz            |
| ---------------------------------- | ------------------ | ---------------------- | --------------- |
| Sprint indywidualny                | Galina Jermołajewa | Wilhelmina Brinkhoff   | Sheila Young    |
| Wyścig indywidualny na dochodzenie | Tamara Garkuszyna  | Keetie van Oosten-Hage | Lubow Zadorożna |

### Mężczyźni
| Konkurencja                                   | Złoto              | Srebro           | Brąz             |
| --------------------------------------------- | ------------------ | ---------------- | ---------------- |
| Wyścig ze startu zatrzymanego amatorów        | Horst Gnas         | Jean Breuer      | Gaby Minneboo    |
| Sprint indywidualny zawodowców                | Robert Van Lancker | Gordon Johnson   | Giordano Turrini |
| Wyścig indywidualny na dochodzenie zawodowców | Hugh Porter        | Ferdinand Bracke | Dirk Baert       |
| Wyścig ze startu zatrzymanego zawodowców      | Theo Verschueren   | Cees Stam        | Dieter Kemper    |

## Klasyfikacja medalowa
| Miejsce | Państwo           |   |   |   | Razem |
| ------- | ----------------- | - | - | - | ----- |
| 1.      | Belgia            | 2 | 1 | 1 | 4     |
| 2.      | ZSRR              | 2 | 0 | 1 | 3     |
| 3.      | RFN               | 1 | 1 | 1 | 3     |
| 4.      | Wielka Brytania   | 1 | 0 | 0 | 1     |
| 5.      | Holandia          | 0 | 3 | 1 | 4     |
| 6.      | Australia         | 0 | 1 | 0 | 1     |
| 7.      | Stany Zjednoczone | 0 | 0 | 1 | 1     |
|         | Włochy            | 0 | 0 | 1 | 1     |